# Viktor Rasmussen
Viktor Rasmussen, född 18 juli 1922 i Köpenhamn, Danmark, död 6 maj 2004 i Malmö, var en dansk-svensk målare och grafiker bosatt i Köpenhamn. Bosatt i Malmö till sin död.
Rasmussen studerade konst i Köpenhamn och vid Forums målarskola i Malmö samt under ett flertal studieresor i Sydeuropa. Hans konst består av stilleben, svensk flora och landskap i koloristisk stil. Rasmussen finns representerad vid Moderna museet i Stockholm. Rasmussen arbetade främst med oljemåleri samt etsningar. Ett vanligt återkommande motiv i Rasmussens konstnärskap var det skånska traditionella landskapet. Rasmussen var en av grundarna till De Fria Skånekonstnärerna.

## Samlingsutställningar i urval
- Folkets Hus i Malmö (De Fria Skånekonstnärerna)
- Teatergalleriet i Malmö 1968 (De Fria Skånekonstnärerna)